# 第七大道
第七大道（英語：Seventh Avenue）又稱時尚大道（Fashion Avenue）、大街，是美国纽约曼哈頓西部的一条干道，西侧与之平行的是第八大道以及中央公园西、豪斯顿街，东侧与之平行的是第六大道以及萊諾克斯大道。
第七大道始于西村的Clarkson街，在那里Varick街变成了第七大道。从59街到110街，第七大道被中央公园所阻断。公园以北，
第七大道另一个著名的地点就是与百老汇及42街交汇处的时报广场。

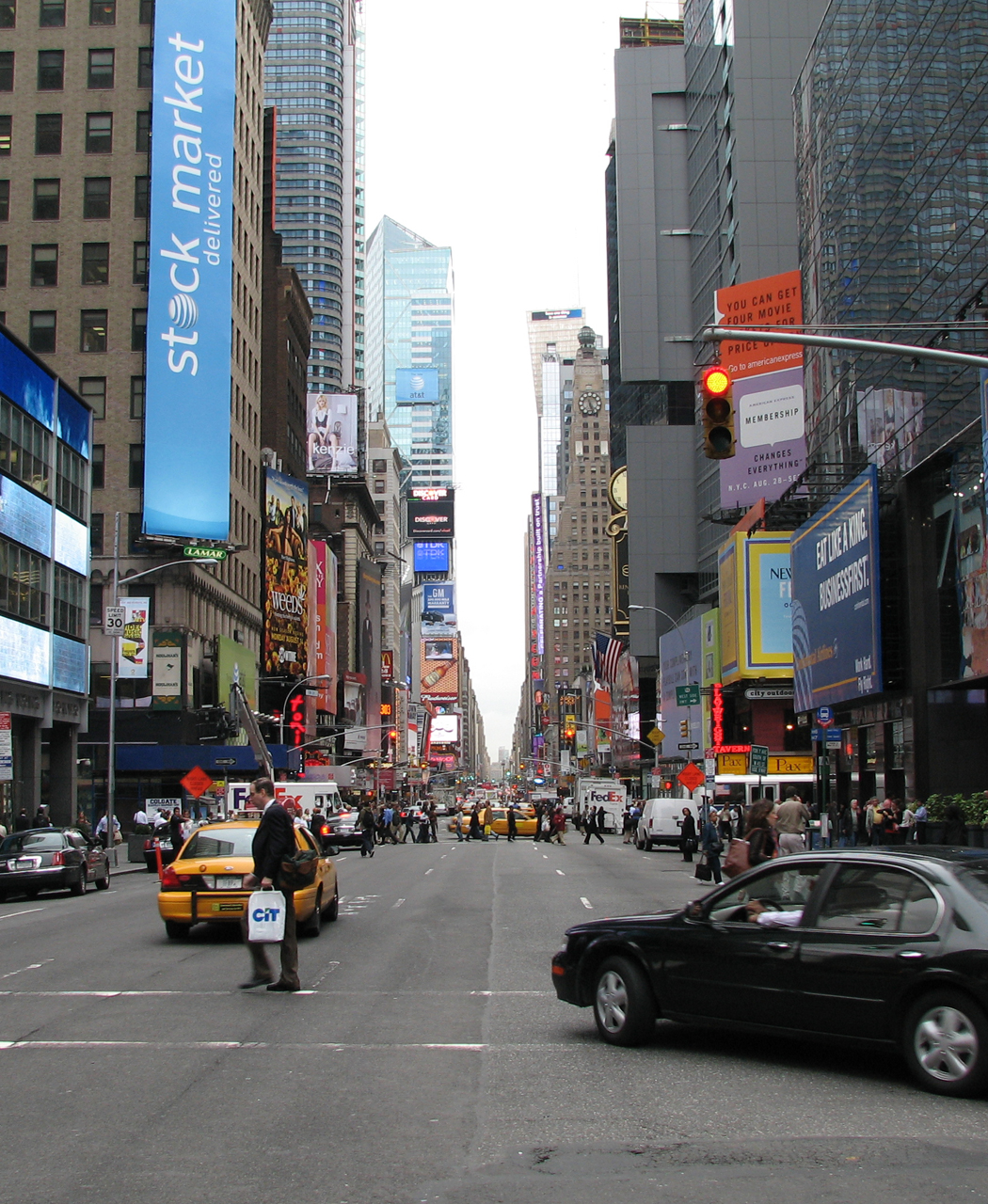
第七大道，从50街向南看

安盛中心（AXA Center，原Equitable Tower)，位于第七大道787号，是一座高229米（752英尺）的摩天大楼，建于1986年，安盛集团（AXA）设此。目前底层的承租人有BNP Paribas、Sidley Austin LLP和花旗银行，穿过街道，西北面是第七大道810号（810 Seventh Avenue），北面和西面是2座喜来登酒店。